# Non è nel cuore/Giai Phong
Non è nel cuore/Giai Phong è un singolo di Eugenio Finardi, pubblicato dalla Cramps nel 1976, che anticipa l'uscita dell'album Diesel.

## Tracce
Lato A
1. Non è nel cuore

Lato B
1. Giai Phong